# Bergün Filisur
Bergün Filisur je obec ve švýcarském kantonu Graubünden, okresu Albula. Nachází se v údolí řeky Albula, asi 30 kilometrů jihovýchodně od kantonálního hlavního města Churu a 16 kilometrů severozápadně od Svatého Mořice. Má přibližně 900 obyvatel.
Obec vznikla k 1. lednu 2018 sloučením původních samostatných obcí Bergün a Filisur.

## Historie
Na obecních shromážděních v Bergünu a Filisuru 9. dubna 2014 byla poprvé na pořad jednání zařazena zásadní otázka možného sloučení obou obcí. Zatímco Bergün souhlasil se zahájením jednání, obyvatelé Filisuru rozhodli, že se obecní rada musí nejprve zeptat obce Schmitten. Protože Schmitten se o rok dříve zásadním rozhodnutím rozhodl proti sloučení s obcemi v horním údolí Albula, bylo zahájení jednání s Bergünem schváleno ve Filisuru na obecním shromáždění na jaře 2015. Obecní rada Filisuru rozhodla o zahájení jednání s Bergünem.
Vláda kantonu Graubünden na svém zasedání 10. května 2016 rozhodla o poskytnutí dotace ve výši 8,615 milionu švýcarských franků pro novou obec v horním údolí řeky Albuly.
Ve druhé brožuře o sloučení, kterou pracovní skupina pro sloučení vydala v červnu 2016, bylo navrženo, aby název nové obce zněl „Bergün Filisur“ a aby byl převzat znak bývalého okresu Bergün.

## Geografie
Obec Bergün Filisur se nachází v horní části údolí řeky Albula a skládá se ze dvou hlavních místních částí Filisur (1 032 m n. m.) a Bergün/Bravuogn (1 367 m n. m.), dále pak menších komunit Stugl a Latsch a dvou osad Preda (včetně Maiensäss Naz) a Chants (1 822 m n. m.). Obec má rozlohu 190,14 km² a necelých tisíc obyvatel.
Sousedními obcemi jsou Albula/Alvra, Bever, Davos, La Punt Chamues-ch, S-chanf, Samedan, Schmitten, Surses a Zuoz.